# Hôn nhân cùng giới ở Úc
Hôn nhân đồng tính tại Úc đã được pháp luật cho phép bắt đầu từ ngày 9 tháng 12 năm 2017. Đạo luật cho phép hôn nhân cùng giới, Đạo luật Hôn nhân Sửa đổi (Định nghĩa và Tự do Tôn giáo) 2017 đã được Quốc hội Úc thông qua vào ngày 7 tháng 12 năm 2017 và nhận được sự đồng ý của hoàng gia từ Toàn quyền Úc ngày hôm sau. Luật bắt đầu có hiệu lực vào ngày 9 tháng 12, ngay lập tức công nhận hôn nhân đồng tính ở nước ngoài và cho phép các đám cưới ở Úc diễn ra (sau khi thời gian chờ đợi bắt đầu "cool-off" bắt buộc đối với bất cứ ai đăng ký ý định kết hôn sau ngày 8 tháng 12 - không bao gồm bất kỳ thời gian chờ đợi cho phép trong khoảng thời gian chờ đợi) từ ngày 9 tháng 1 năm 2018. Việc thông qua luật đã thực hiện theo một cuộc khảo sát bưu chính tự nguyện của người Úc có đủ điều kiện bỏ phiếu trong các cuộc bầu cử liên bang, trong đó 61,6% số người được hỏi ủng hộ một sự thay đổi trong luật pháp cho phép các cặp đồng tính kết hôn.